# Ballerina (film fra 2012)
 For alternative betydninger, se Ballerina. (Se også artikler, som begynder med Ballerina)
Ballerina  er en dansedokumentar, instrueret af Maja Friis fra 2012.
Filmen er om den svenske ballerina Elsa Marianne von Rosen og hendes kærlighed til dansen

## Medvirkende
- Elsa Marianne von Rosen som Sig selv
- Stina Ekblad som Fortællerstemme